# Сова (мультсериал)
La Chouette (фр.  «Сова», также известен под английским названием (The Owl) — детский мультипликационный телесериал в жанре чёрного юмора, созданный средствами компьютерной трёхмерной анимации. Снят парижской студией Hari в 2006 году. Состоит из 52 эпизодов, длящихся примерно по минуте. Впервые шёл на телевидении на французском телеканале France 3 в 2007 году.
Летом 2013 года был анонсирован выход нового сериала «Сова и компания» (фр. La Chouette et Cie).

## Сюжет
Розовая сова живёт на дереве в лесу, где встречаются летающие объекты, злобные зверюшки и взрывчатые яблоки. Сова попадает (часто по собственной вине) в неприятные ситуации, неизменно заканчивающиеся для неё плачевно.

## Некоторые персонажи
СоваРозовая сова без крыльев с ушками, красным клювом, большими круглыми моргающими глазами и синими лапами, не связанными видимым образом с телом. В основном хочет, чтобы её оставили в покое. Иногда пытается охотиться на червячков. В конце каждой серии тем или иным образом погибает (например, разваливается на части или сгорает).
ВоробьиМаленькие воробышки играют со всем подряд, и с Совой, конечно, тоже.
ГолубиГадят. Становятся опасны, если Сова попадает в ряд из голубей (см. Тетрис).
Господин ВоронОтсылка к известной басне Лафонтена: не расстаётся со своим сыром, выделяющим ядовитые испарения.
СорокаСорока собирает всё блестящее; световые блики мешают Сове (могут её поджечь или расплавить, если не повезёт, что, конечно, и происходит).
МалиновкаМалиновка хочет того же, что и Сова, и постоянно с ней спорит.
ПаукПаук ведёт себя, как часы, и болтается на своей нити с тиканьем, раздражающим Сову.
КомарКомар раздражает уже своим писком, но хуже, что он высасывает любые предметы, которые кусает.
ПопугайПопугай — гуляка, который всех беспокоит.
ЛенивецЛенивец не просыпается, даже если Сова по нему ходит.

## Распространение
La Chouette транслировалась более чем в 200 странах, основные перечислены ниже:
| Страна         | Каналы                             |
| -------------- | ---------------------------------- |
| ЮАР            | M-Net                              |
| Южная Америка  | Jetix (2008-2009), позже Disney XD |
| Австралия      | ABC                                |
| Бельгия        | RTBF                               |
| Канада         | SRC; YTV                           |
| Дания          | DR-TV; Jetix                       |
| Испания        | TVE                                |
| США            | Jetix                              |
| Франция        | France 3; Canal J                  |
| Индия          | Jetix                              |
| Япония         | Jetix                              |
| Мексика        | Once TV México                     |
| Норвегия       | Jetix                              |
| Великобритания | BBC                                |
| Швеция         | SVT; Jetix                         |

## Список эпизодов
1. Cadeau de Noël
2. L'écureuil voleur d'ampoules
3. Les petites boîtes de Noël
4. Le perroquet lourdingue
5. Le pivert
6. Feu d'artifice
7. Du vent
8. L'arbre à hélice
9. L'ascenseur
10. Les lucioles
11. Boomerang
12. Les pigeons
13. La foudre
14. La pie
15. Ball Trap
16. Bat Owl
17. Les montagnes russes
18. Breakdance
19. Le chewing gum
20. Soucoupe volante
21. Le vers collant
22. L'heure de l'araignée
23. Badminton
24. La fourmi
25. Le paresseux
26. Party
27. Nature vivante
28. Le scarabée bousier
29. Le flipper
30. Le singe musicien
31. Rapaces
32. Le caméléon
33. Pluie de pommes
34. Le moustique
35. La girafe
36. Le rêve
37. Le cerf-volant
38. Le rouge-gorge
39. La mouche
40. Jeux d'enfants
41. La grenouille de Shaolin
42. Surveillance
43. Trampoline
44. Chouette de l'espace
45. Bulles
46. Les moutons
47. Maître corbeau
48. Les abeilles
49. Marionnettes
50. Course poursuite
51. La cigogne
52. Le pneu

Дополнительные эпизоды:
- Concert pour chouette et orchestre
- Noël en toc
- Kermesse en branches